# Günther Leib
Günther Leib (* 12. April 1927 in Gotha; † 5. März 2024 oder 3. März 2024 in Dresden) war ein deutscher Opernsänger im Stimmfach Bariton.

## Leben
Günther Leib begann ein Musikstudium im Fach Violine am Konservatorium Erfurt und wurde 1949 erster Violinist der Landeskapelle Gotha. Anschließend nahm er sein Gesangsstudium am Konservatorium Weimar auf bei Alfred Brockhaus. Sein Diplom als Konzert- und Opernsänger erhielt er 1952.
Sein Debüt hatte Günther Leib 1952 im Theater von Köthen als Bartolo im Barbiere di Siviglia und sang danach an den Theatern von Meiningen und Nordhausen, 1956–1957 am Opernhaus Halle (Saale).
1957 wurde er an die Staatsoper Dresden engagiert, und seit 1961 gehörte er zum Ensemble der Staatsoper Berlin.
Er profilierte sich zugleich als Oratorien- und Liedersänger. 1957 sang er den Christus in der Johannes-Passion (BWV 245) von Johann Sebastian Bach unter Franz Konwitschny in Italien. 1958 gab er Konzerte in Ägypten und England.
1963 sang er die Bariton-Partie im Weihnachtsoratorium (Bach) mit dem Thomanerchor Leipzig unter der Leitung von Thomaskantor Erhard Mauersberger in der (1968 gesprengten) Universitätskirche in Leipzig. Davon gibt es einen Schwarz-weiß-Fernsehmitschnitt vom DDR-Fernsehen.
Fast alljährlich nahm er an den Händel-Festspielen von Halle (Saale) teil (Radamisto und Poro von Georg Friedrich Händel).
1974–1975 sang er bei den Salzburger Osterfestspielen den Beckmesser in den Meistersingern. 1976 gab er dieselbe Rolle auch an der Metropolitan Opera in New York.
Außerdem gastierte er am Bolschoi-Theater in Moskau, an der Grand Opéra Paris, an den Nationalen Opernhäusern von Prag, Budapest und Sofia, an den Staatsopern von Hamburg, Stockholm und Helsinki.
Neben dem Beckmesser war der Guglielmo in Così fan tutte sein nachhaltigster Erfolg. Er sang außerdem in Einstein von Paul Dessau.
Von 1964 bis 1976 war Günther Leib Professor an der Hochschule für Musik Carl Maria von Weber Dresden, und seit 1976 an der Hochschule für Musik „Hanns Eisler“ Berlin.

## Diskografie (Auswahl)
- Paul Dessau: Leonce und Lena. Dirigent: Otmar Suitner. Berlin Classics (Edel), 1993 (Aufnahme vom 8. September 1980).
- Georg Friedrich Händel: Poros. Dirigent: Horst-Tanu Margraf. Berlin Classics (Edel), 1998 (Aufnahme in  deutscher Sprache vom Juli 1958).
- Georg Friedrich Händel: Radamisto. Dirigent: Horst-Tanu Margraf. Berlin Classics (Edel), 1998 (Aufnahme in deutscher Sprache vom März 1962).

## Theater
- 1964: Henry Purcell: Sturm – Leitung: Helmut Koch (Deutsche Staatsoper Berlin – Apollosaal)
- 1967: Giacomo Puccini: La Bohème (Schaunard) – Regie: Erhard Fischer (Deutsche Staatsoper Berlin)

## Ehrungen
1971 wurde Günther Leib mit dem Robert-Schumann-Preis der Stadt Zwickau ausgezeichnet.

## Repertoire
- Cosí fan tutte, Die Zauberflöte, Ein deutsches Requiem, Weihnachtsoratorium (BWV 248), die Liederzyklen Die schöne Müllerin und Winterreise.